# خانه را بسوزان
خانه را بسوزان (ژاپنی: 御手洗家、炎上する هپبورن: Mitarai-ke, Enjō Suru, ت.ت. "The Mitarai Family Goes Up in Flames") یک مجموعه مانگا ژاپنی به نویسندگی و تصویرگری مویاشی فوجی‌ساوا است. این مانگا به صورت سریالی‌شده در مجله جوسی مانگا کودانشا کیس از مارس ۲۰۱۷ تا آوریل ۲۰۲۱ منتشر شد و تمام چپترهای آن در هشت جلد تانکوبون جمع‌آوری شد. یک مجموعه تلویزیونی اقتباسی از این مانگا در ژوئیه ۲۰۲۳ در نتفلیکس منتشر شد.